# Théâtre d'opéra de Pékin de Zheng Yici

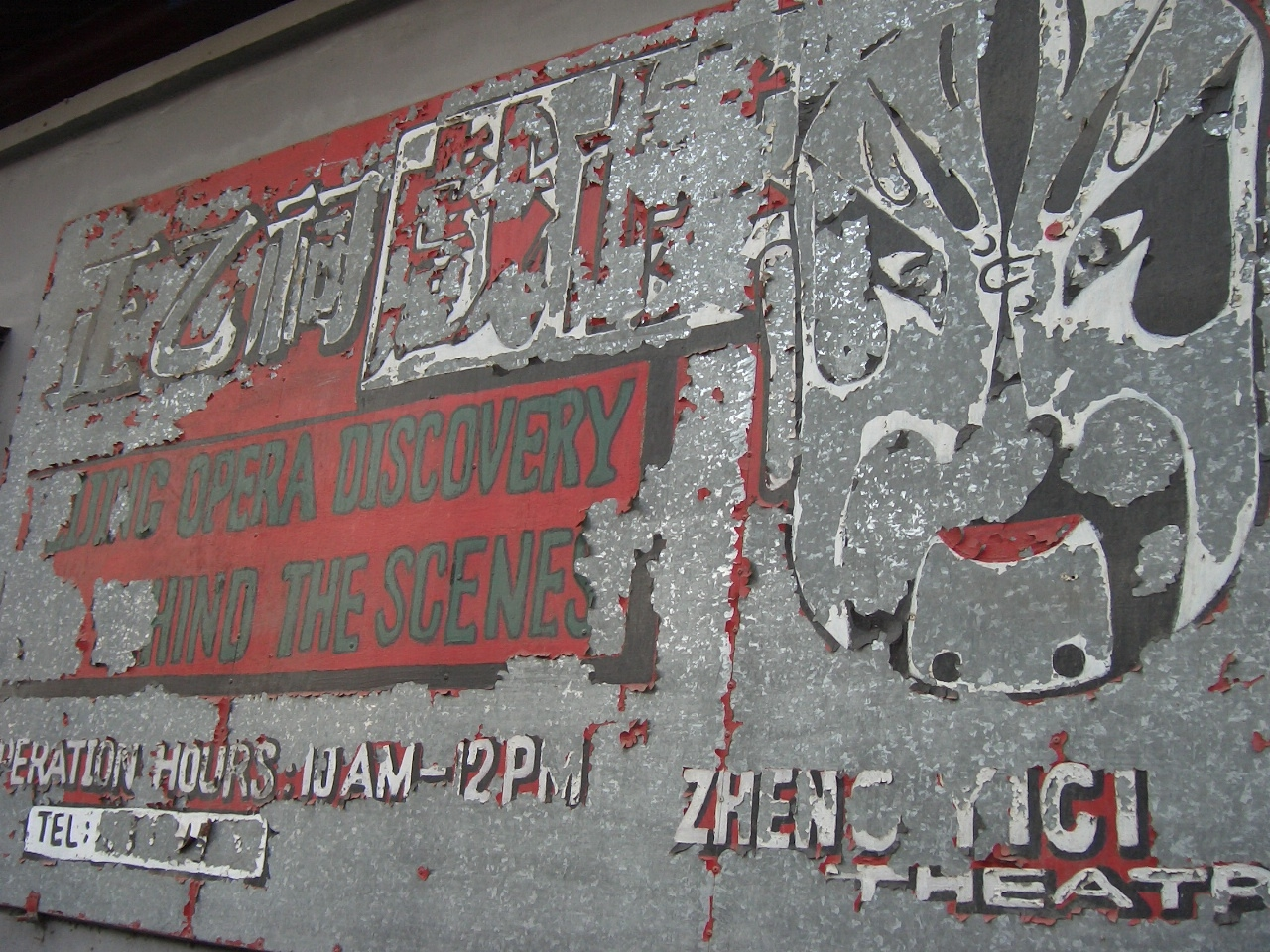
Publicité pour le Théâtre d'opéra de Pékin

Le Théâtre d'opéra de Pékin de Zhengyici (chinois : 正乙祠戏楼 ; pinyin : Zhèngyǐcí Xìlóu), localisé dans un hutong du district de Xuanwu à Pékin, est un des théâtres les plus connus de l'opéra de Pékin. Il est également un des plus anciens théâtres en bois en Chine. Zhengyici signifie temple (ci) pour Zhengyi Xuantan Laozu (正乙玄坛老祖).

## Histoire
Le théâtre est construit en 1688 durant le règne de l'empereur Kangxi de la dynastie Qing. Il est construit sur le site d'un ancien temple bouddhiste. Il a une riche histoire dont les représentations du maître de l'opéra de Pékin, Mei Lanfang, font partie.
Après la Révolution culturelle, le théâtre tombe en ruine. Toutefois, en 1995 un homme d'affaires local en finance une restauration complète. Le théâtre continue désormais à proposer des pièces de l'opéra de Pékin. Il est considéré comme une des reliques les plus précieuses de la ville.
En août 2005, il est temporairement fermé pour cause de travaux.
En octobre 2010, il est totalement rouvert avec une première de Mei Lanfang Classics, qui ^propose une vue de l'apogée de l'opéra de Pékin. La pièce inclut six classiques du répertoire de 160 pièces que Mei Lanfang a interprété, dont Bataille avec les envahisseurs, Princesse ivre, Déesse de la rivière Luo, Prendre le commandement des troupes, Fleurs de sylphide et Adieu princesse Yu.
Le 10 juin 2012, le théâtre accueille le comédien américain Louis CK, qui y interprète un épisode de son show Louie, dans une représentation unique sur invitations.